# Periodo Lítico andino

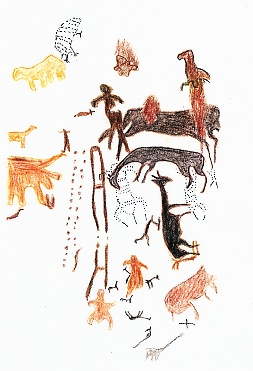
Pinturas rupestres de una de las cuevas de Toquepala, cuya antigüedad se ha calculado en 9000 años.

En los Andes centrales, el Periodo Lítico es la primera etapa en la periodización cronológica de Luis Guillermo Lumbreras, que se extiende desde el arribo de las primeras poblaciones nómadas cazadores y recolectores, hasta el inicio de la domesticación de plantas y animales. 
Dentro del esquema arqueológico de John Rowe corresponde al primer periodo del Precerámico andino (Pre-cerámico andino inicial) y es equivalente al periodo Paleoamericano o Paleolítico superior y se extiende desde la llegada de los primeros seres humanos hasta el surgimiento de los primeros horticultores seminómadas en el Período Arcaico andino. Ciertos grupos humanos de cazadores devinieron en semisedentarios tempranos como el Hombre de Pachamachay en el departamento de Junín. Durante esta etapa los hombres vivían en cuevas, abrigos rocosos, ensenadas o en campamentos cubiertos con pieles de animales o ramadas, se trasladaban continuamente de un sitio a otro formando pequeños grupos u hordas. 
Para efectuar la caza y la recolección emplearon instrumentos fabricados de piedra, hueso y madera, entre los que destacan bifaces, cuchillos, raspadores, batanes, puntas de proyectiles, etc.

## Cronología
Existen diversas propuestas de duración de este período, pero la mayoría de los antropólogos y arqueólogos coinciden con una cronología aproximada de:
| Cronología                | Fecha de inicio                                                  | Fecha de término                                  |
| ------------------------- | ---------------------------------------------------------------- | ------------------------------------------------- |
| -15000 a. C. - 7000 a. C. | Llegada de los primeros pobladores al territorio andino central. | Inicio de la domesticación de plantas y animales. |

## Características
Los estudios muestran que los primeros habitantes del actual Perú fueron cazadores nómadas con una vida de relación comunitaria pobre[cita requerida]. En su mayoría vivían en cuevas, como Piquimachay en la región de Ayacucho, donde se han encontrado restos humanos que datan de hace 14.000 años de antigüedad. De las pinturas rupestres, como los de Lauricocha (cerca de Huánuco) y de Toquepala (cerca de Tacna) y los fósiles encontrados, se desprende que los animales cazados fueron el tigre dientes de sable, el perezoso gigante o el mastodonte, hoy extinto; además del venado, el guanaco, la vicuña y la llama.
Los primeros habitantes, hasta alrededor del 7000 a. C., supieron encender fuego, su organización social se basaba en bandas, vestían pieles de animales, elaborando herramientas y armas rudimentarias a partir de huesos y piedras. Después de esta fecha tenemos los primeros indicios de la introducción de una agricultura rudimentaria y la domesticación de animales (alpacas, llamas y cuyes).
- Nomadismo y seminomadismo (Que se trasladan de un lugar a otro).
- Refugio en campamentos al aire libre, abrigos rocosos y cuevas
- Organización Social: Bandas.
- Desarrollo de las pinturas rupestres.
- Economía de subsistencia: Caza (guanacos, vicuñas, tarucas, aves, roedores), recolección (frutos, hojas, gramíneas y tubérculos) y pesca.

## Tradiciones líticas
Los distintos grupos cazadores-recolectores del periodo lítico compartieron entre sí criterios generales acerca de la fabricación de sus artefactos de piedra. Esto ha permitido, para el caso de los andes centrales, agruparlos en cuatro grandes grupos de Tradiciones Líticas:
- Tradición de Unifaces del Extremo Norte: los grupos cazadores-recolectores se caracterizan por poseer sencillos artefactos de piedra, trabajados únicamente a percusión, y solamente por una de sus caras (artefacto unifacial), habiendo ausencia de puntas líticas. El uso de estos artefactos fue múltiple (útiles no especializados), y está relacionada con economías de caza de pequeños animales, pesca y recolecta. Está presente en Piura, Tumbes, Cajamarca y el sur del Ecuador.
- Tradición paijanense: los grupos cazadores-recolectores se caracterizan por poseer elaboradas puntas pedunculadas (es decir con un pedúnculo o apéndice en la parte inferior de la punta), de diversos tamaños, predominando las de grandes dimensiones (punta de Paiján o punta paijanense), trabajadas por talla a percusión y presión. Asociados a este tipo de punta, se suele encontrar artefactos de piedra más sencillos como raederas, cuchillos, perforadores y piedras de molienda. Se practica el enterramiento de los muertos. Caza de animales pequeños y medianos, pesca y recolecta. Está presente desde Lambayeque hasta Ica, en zonas costeñas y de yunga.
- Tradición Lauricochense: los grupos cazadores-recolectores se caracterizan por poseer principalmente puntas foliáceas (en forma de hoja), junto a artefactos líticos como raspadores, perforadores, cuchillos, raederas, percutores y piedras de molienda. Se practica la caza de camélidos y venados, y en menor medida de pequeños animales, junto a la recolecta de plantas. La práctica del entierro funerario es poco conocida. Está presente en la sierra central y sur del Perú.
- Tradición viscachanense: los grupos cazadores-recolectores se caracterizan por poseer principalmente puntas triangulares y foliáceas, de estilo muy diferente al de la tradición Lauricochense. Se practica la caza de camélidos y venados, y en menor medida de pequeños animales, junto a la recolecta de plantas. Se encuentra principalmente en el altiplano peruano-boliviano y la sierra sur del PERÚ

## Poblador representante
| Poblador                  | Ubicación                                    | Ubicación    | Antigüedad  | Descubridor (es) | Características | Importancia |
| ------------------------- | -------------------------------------------- | ------------ | ----------- | ---------------- | --- | --- |
| Poblador                  | Zona                                         | Departamento | Antigüedad  | Descubridor (es) | Características | Importancia |
| El hombre de Guitarrero I | Vertiente occidental de la Cordillera Negra. | Áncash       | 10500 a. C. | Thomas Lynch     | Recolección intensiva. Caza de camélidos y venados. Restos de fogones. Artefactos líticos de la tradición lauricochense. | Primeros restos óseos humanos del Perú (incompletos: un premolar y una falange). Primeros restos óseos humanos de la sierra del Perú. |

## Otros pobladores
| Poblador                                                         | Ubicación                                                                    | Ubicación    | Antigüedad        | Descubridor (es)                                     | Características | Importancia |
| ---------------------------------------------------------------- | ---------------------------------------------------------------------------- | ------------ | ----------------- | ---------------------------------------------------- | --- | --- |
| Poblador                                                         | Zona                                                                         | Departamento | Antigüedad        | Descubridor (es)                                     | Características | Importancia |
| El hombre de Piquimachay I (Complejo Piquimachay: Fase Ayacucho) | Cueva de Piquimachay                                                         | Ayacucho     | 12000 a. C.       | Richard Mc Neish                                     | Algunos artefactos líticos. Huesos de paleofauna. | Primer poblador del Perú. Primer poblador de la sierra del Perú. Primeros restos líticos del Perú. Primeros restos líticos de la sierra del Perú.       |
| El hombre de Panaulauca                                          | Lago Chinchaycocha                                                           | Junín        | 11000 a. C.       | Ramiro Matos Mendieta, John Rick                     | Restos líticos. | - |
| El hombre de Pachamachay                                         | Cueva de Pachamachay, puna de Junín.                                         | Junín        | 11000 a. C.       | Ramiro Matos Mendieta, John Rick                     | Caza intensiva de camélidos y venados. Artefactos líticos de la tradición lauricochense.                                                                       | - |
| El hombre de Huargo                                              | -                                                                            | Huánuco      | 11000 a. C.       | Augusto Cardich                                      | Pinturas rupestres. | - |
| El hombre de Tacahuay                                            | -                                                                            | Moquegua     | 11000 a. C.       | David K. Keefen                                      | Uso del arpón. Marisquero. | Poblador más antiguo de la costa peruana (hasta hace algunos años se le consideraba así al "Hombre de Chivateros" de Lima). Primer marisquero del Perú. |
| El hombre de Jayhuamachay I                                      | Cueva de Jayhuamachay                                                        | Ayacucho     | 10000 a. C.       | Richard MacNeish                                     | Artefactos líticos de la tradición lauricochense. | - |
| El hombre de Chivateros                                          | Desembocadura del río Chillón, pampa de Piedras Gordas y Loma de Carabayllo. | Callao       | 9500 o 7000 a. C. | Edward Lanning                                       | Artefactos líticos de la tradición paijanense. | 1er. taller más grande del periodo lítico |
| El hombre de Toquepala                                           | Cueva del Diablo                                                             | Tacna        | 9000 a. C.        | - Miomir Bojovich - Emilio González                  | Pinturas rupestres de caza de camélidos. Artefactos líticos de la tradición lauricochense e influencia de la tradición viscachanense. Inicios de religiosidad. | Primera pintura rupestre del PerúPrimer pintor de cavernas del Perú                                                                                     |
| El hombre de Paiján                                              | Valle de Chicama, Cupisnique.                                                | La Libertad  | 8500 a. C.        | - Rafael Larco Hoyle - Junius Bird - Claude Chauchat | Ajuar funerario. Grandes puntas de piedra bifaciales. Artefactos líticos de la tradición paijanense.                                                           | Primeros restos óseos humanos de la costa del Perú (completos). Primeros entierros funerarios del Perú.                                                 |
| El hombre de Tres Ventanas o de Escomarca                        | Sierra de Huarochirí                                                         | Lima         | 8000 a. C.        | Bernardino Ojeda                                     | Sepulturas humanas con osamentas momificadas. Puntas líticas, lascas y raederas. Artefactos líticos de la tradición Lauricochense.                             | - |
| El hombre de Telarmachay I                                       | San Pedro de Cajas.                                                          | Junín        | 8000 a. C.        | Danièle Lavallée                                     | Caza intensiva de venados y camélidos. Artefactos líticos de la tradición lauricochense.                                                                       | - |
| El hombre de Lauricocha                                          | Cuevas de Lauricocha                                                         | Huánuco      | 7500 a. C.        | Augusto Cárdich                                      | Primeros restos humanos encontrados (11 esqueletos) -pinturas rupestres. -con deformaciones craneanas en la sierra.                                            | - |
| El hombre de Siches                                              | Al norte del río Chira.                                                      | Piura        | 7500 a. C.        | James Richardson                                     | Recolección de moluscos y pesca. Pinturas rupestres. Artefactos líticos poco especializados de la tradición del Extremo Norte.                                 | - |
| El hombre de La Cumbre                                           | -                                                                            | La Libertad  | -                 | Paul Ossa                                            | Pinturas rupestres, restos líticos. | - |
| El hombre de Sumbay                                              | -                                                                            | Arequipa     | -                 | -                                                    | - | - |
| El hombre de Uchkumachay                                         | -                                                                            | Junín        | -                 | -                                                    | - | - |
| El hombre de Viscachani                                          | Cuenca del lago Titicaca                                                     | La Paz       | 7000 a. C.        | Dick E. Ibarra Grasso                                | Puntas de flecha de tipo "hoja de laurel". Artefactos líticos de la tradición viscachanense.                                                                   | Primer poblador de Bolivia |
| Pampa canario                                                    | Ancón                                                                        | Lima         | Federico Engel    | Encontró instrumento liticos morteros y batanes.     | | |